# Espagne aux Jeux olympiques d'hiver de 1960
Cet article contient des informations sur la participation et les résultats de l'Espagne aux Jeux olympiques d'hiver de 1960, qui ont eu lieu à Squaw Valley aux États-Unis. 

## Résultats

### Ski alpin

#### Hommes
| Athlète             | Épreuve      | Manche 1     | Manche 1 | Manche 2                   | Manche 2 | Total        | Total |
| Athlète             | Épreuve      | Temps        | Rang     | Temps                      | Rang     | Temps        | Rang  |
| ------------------- | ------------ | ------------ | -------- | -------------------------- | -------- | ------------ | ----- |
| Luis Arias          | Descente     |              |          |                            |          | 2 min 29 s 8 | 51    |
| Luis Sánchez        | Descente     |              |          |                            |          | 2 min 28 s 3 | 44    |
| Manuel García-Moran | Descente     |              |          |                            |          | 2 min 27 s 6 | 42    |
| Manuel García-Moran | Slalom géant |              |          |                            |          | 2 min 14 s 8 | 47    |
| Luis Sánchez        | Slalom géant |              |          |                            |          | 2 min 13 s 6 | 45    |
| Luis Arias          | Slalom géant |              |          |                            |          | 2 min 13 s 2 | 42    |
| Luis Sánchez        | Slalom       | 1 min 52 s 1 | 52       | Disqualifié (1 min 15 s 6) | –        | Disqualifié  | –     |
| Manuel García-Moran | Slalom       | 1 min 32 s 3 | 50       | 1 min 25 s 7               | 31       | 2 min 58 s 0 | 34    |
| Luis Arias          | Slalom       | 1 min 24 s 3 | 39       | 1 min 16 s 2               | 25       | 2 min 40 s 5 | 24    |

#### Femmes
| Athlète        | Épreuve      | Manche 1     | Manche 1 | Manche 2     | Manche 2 | Total                       | Total |
| Athlète        | Épreuve      | Temps        | Rang     | Temps        | Rang     | Temps                       | Rang  |
| -------------- | ------------ | ------------ | -------- | ------------ | -------- | --------------------------- | ----- |
| Marían Navarro | Descente     |              |          |              |          | 1 min 49 s 7                | 24    |
| Marían Navarro | Slalom géant |              |          |              |          | Disqualifiée (2 min 06 s 1) | –     |
| Marían Navarro | Slalom       | 1 min 05 s 2 | 28       | 1 min 02 s 8 | 21       | 2 min 08 s 0                | 23    |